# スタンリー・ウィッティンガム
マイケル・スタンリー・ウィッティンガム（Michael Stanley Whittingham、1941年12月22日 - ）は、イギリス、アメリカ合衆国の化学者。
現在、ニューヨーク州立大学ビンガムトン校の材料研究所(Institute for Materials Research)と材料科学および工学プログラムの両方で長を務めている。また、ビンガムトンにある米国エネルギー省エネルギーフロンティア研究(EFRC)センターである北東エネルギー化学貯蔵センター(NECCES)のセンター長も務めている。2019年に吉野彰、ジョン・グッドイナフとともにノーベル化学賞を受賞した。
今日携帯電話から電気自動車まで広く使われているリチウムイオン電池の開発の歴史において重要な人物である。1970年代に初めてインターカレーション電極を発見し、1970年代後半には充電式電池のインターカレーション反応の概念を完全に記述した。高出力密度、高可逆性リチウム電池におけるインターカレーション化学の使用の概念に関する原特許を持っている。1977年に最初の充電式リチウムイオン電池を発明し、特許を取得し、Exxonへ譲渡している。彼のリチウム電池に関する研究はその後起こる発展の基礎を築いた。それゆえ、充電式リチウム電池の創始者(Founding Father)と呼ばれている。

## 教育・経歴
1941年12月22日にイングランドのノッティンガムに生まれる。1951年から1960年までリンカンシャーのStamford Schoolで教育を受け、オックスフォード大学New Collegeに進み化学を学んだ。オックスフォード大学でBA (1964)、MA (1967)、DPhil (1968)を取得した。卒業後にスタンフォード大学のポスドクとなった。その後Exxon Research & Engineering Companyで16年間働いた。その後シュルンベルジェで4年間働き、ビンガムトン大学の教授となった。
1994年から2000年まで大学の研究副学長(vice provost for research)を務めた。ニューヨーク州立大学のResearch Foundationの副議長を6年間務めた。現在はビンガムトン大学の化学および材料科学・工学のDistinguished Professorを務めている。2017年にはNAATBatt Internationalの最高科学責任者(Chief Scientific Officer)に任命された。
2007年に化学エネルギー貯蔵(Chemical Energy Storage)に関するDOE研究の共同議長を務め、現在はビンガムトン大学の米国エネルギー省エネルギーフロンティア研究(EFRC)センターである北東エネルギー化学貯蔵センター(NECCES)のセンター長を務めている。新たな21世紀の経済を築くために必要な科学的ブレークスルーを加速させるために、2014年にはNECCESはエネルギー省から4年間で1280万ドルの助成金を受けた。2018年、NECCESはエネルギー省からさらに300万ドルを与えられ、さらに2年間重要な研究を続行した。NECCESのチームはエネルギー貯蔵材料をよりよく機能させ、「安く、環境にやさしく、現在の材料よりも多くのエネルギーを貯蔵できる」新しい材料を開発するのに資金を用いた。

## 研究
ウィッティンガムはリチウムイオン電池開発の歴史において重要な人物であり、インターカレーション電極の概念を発見した。1970年代にExxonがウィッティンガムのリチウムイオン電池を製造した。これは二硫化チタンのカソードとリチウムアルミニウムのアノードを元にした世界初の機能的に再充電可能な電池である。このバッテリーはエネルギー密度が高く、リチウムイオンの二硫化チタンのカソードへの拡散が可逆的であり、電池が再充電可能になっている。これに加え、二硫化チタンは結晶格子へのリチウムイオンの拡散が特に速い。ExxonはLi/LiClO4/TiS2電池の商業化にリソースを投入したが、安全性の懸念によりプロジェクトを終了した。ウィッティンガムと彼のチームは電気化学と固体物理学の学術ジャーナルに自身らの研究を発表し続けた。最終的には1984年にExxonを去り、シュルンベルジェで4年間マネージャーを務めた。1988年、学問的関心を追い求めるためにアメリカのビンガムトン大学化学部の教授の地位を受けた。
ウィッティンガムは次のように発言している。「これらの電池は全てインターカレーション電池と呼ばれる。これはサンドイッチにジャムを入れるようなものです。化学用語を使えば、あなたたちが結晶構造を持っており、私たちがリチウムイオンを入れたり出したりすることができるが、構造はそれ以降も全く同じである。結晶構造を保持する、このことがリチウム電池を非常に良いものにし、長いサイクルを可能にしている」
今日のリチウム電池は、遷移金属レドックス中心ごとに可逆的にインターカレートされるリチウムイオン/電池が1つ未満であるため、容量が限られる。より高いエネルギー密度を達成するための1つのアプローチは、上記のシステムの1電子レドックスインターカレーション反応を超えることである。現在、ウィッティンガムの研究は複数のリチウムイオンをインターカレーションすることで貯蔵容量を増加させることのできる多電子インターカレーション反応に進んでいる。ウィッティンガムによりLiVOPO4/VOPO4などいくつかの多電子インターカレーション材料の開発に成功している。多原子価バナジウム陽イオン(V3+<->V5+)が多電子反応を達成するために重要な役割をする。これらの有望な材料はエネルギー密度を急速に高めるという目的で電池産業において脚光を浴びている。
1971年に電気化学学会(en:The Electrochemical Society)からYoung Author Awardを、2003年にはBattery Research Awardを授与され、2004年にはフェローに選出された。2010年にはGreentech Mediaによりグリーンテクノロジーの発展に貢献したトップ40のイノベーターの1人に選出された。2012年にはリチウム電池材料研究へ生涯貢献したことによりIBA Yeager Awardを受賞し、2013年には材料研究学会(en:Materials Research Society)のフェローに選出された。2015年にはジョン・グッドイナフとともにリチウムイオン電池の開発につながる先駆的な研究に対してクラリベイト・アナリティクス引用栄誉賞受賞者に挙げられた。2018年、「エネルギー貯蔵材料に対するインターカレーション化学の応用の先駆者として」全米技術アカデミーに選出された。
2019年、ジョン・グッドイナフと吉野彰とともに「リチウムイオン電池の開発」でノーベル化学賞を受賞した。

## 受賞
- 2007年 Chancellor’s Award for Excellence in Scholarship and Creative Activities, and Outstanding Research Award, ニューヨーク州立大学[19]
- 2010年 Award for Lifetime Contributions（アメリカ化学会）[4]
- 2015年 トムソン・ロイター引用栄誉賞[17]
- 2017年 Senior Scientist Award(the International Society for Solid State Ionics)[20]
- 2018年 Turnbull Award(Materials Research Society)[21]
- 2019年 ノーベル化学賞[1]

## アカデミー会員
- 2018年 全米技術アカデミー会員[22]
- 2021年 王立協会フェロー[23]

## 著作
- J. B. Goodenough & M. S. Whittingham (1977). Solid State Chemistry of Energy Conversion and Storage. American Chemical Society Symposium Series #163. ISBN 978-0-8412-0358-7
- G. G. Libowitz & M. S. Whittingham (1979). Materials Science in Energy Technology. Academic Press. ISBN 978-0-12-447550-2
- M. S. Whittingham & A. J. Jacobson (1984). Intercalation Chemistry. Academic Press. ISBN 978-0-12-747380-2
- D. L. Nelson, M. S. Whittingham and T. F. George (1987). Chemistry of High Temperature Superconductors. American Chemical Society Symposium Series #352. ISBN 978-0-8412-1431-6
- M. A. Alario-Franco, M. Greenblatt, G. Rohrer and M. S. Whittingham (2003). Solid-state chemistry of inorganic materials IV. Materials Research Society. ISBN 978-1-55899-692-2

## 高被引用論文
以下は、被引用数の高い論文の一覧である。
- Whittingham, M. S. (1976). “Electrical energy storage and intercalation chemistry”. Science 192 (4244):  1126–1127. Bibcode: 1976Sci...192.1126W. doi:10.1126/science.192.4244.1126. PMID 17748676.
- Whittingham, M. Stanley (1976). “The role of ternary phases in cathode reactions”. Journal of the Electrochemical Society 123 (3):  315–320. doi:10.1149/1.2132817.
- Whittingham, M.Stanley (1978). “Chemistry of intercalation compounds: metal guests in chalcogenide hosts”. Progress in Solid State Chemistry 12 (1):  41–99. doi:10.1016/0079-6786(78)90003-1.
- Whittingham, M. Stanley (October 2004). “Lithium batteries and cathode materials”. Chemical Reviews 104 (10):  4271–4301. doi:10.1021/cr020731c. PMID 15669156.
- Whittingham, M. Stanley (October 2014). “Ultimate limits to intercalation reactions for lithium batteries”. Chemical Reviews 114 (23):  11414–11443. doi:10.1021/cr5003003. PMID 25354149.
- Chirayil, Thomas; Zavalij, Peter Y.; Whittingham, M. Stanley (October 1998). “Hydrothermal synthesis of vanadium oxides”. Chemistry of Materials 10 (10):  2629–2640. doi:10.1021/cm980242m.
- Zavalij, Peter Y.; Whittingham, M. Stanley (October 1999). “Structural chemistry of vanadium oxides with open frameworks”. Acta Crystallographica Section B 55 (5):  627–663. doi:10.1107/S0108768199004000. PMID 10927405.
- Chen, Rongji; Zavalij, Peter; Whittingham, M. Stanley (June 1996). “Hydrothermal Synthesis and Characterization of KxMnO2·yH2O”. Chemistry of Materials 8 (6):  1275–1280. doi:10.1021/cm950550.
- Janauer, Gerald G.; Dobley, Arthur; Guo, Jingdong; Zavalij, Peter; Whittingham, M. Stanley (August 1996). “Novel tungsten, molybdenum, and vanadium oxides containing surfactant ions”. Chemistry of Materials 8 (8):  2096–2101. doi:10.1021/cm960111q.
- Yang, Shoufeng; Song, Yanning; Zavalij, Peter Y.; Stanley Whittingham, M. (March 2002). “Reactivity, stability and electrochemical behavior of lithium iron phosphates”. Electrochemistry Communications 4 (3):  239–244. doi:10.1016/S1388-2481(01)00298-3.
- Yang, Shoufeng; Zavalij, Peter Y.; Stanley Whittingham, M. (September 2001). “Hydrothermal synthesis of lithium iron phosphate cathodes”. Electrochemistry Communications 3 (9):  505–508. doi:10.1016/S1388-2481(01)00200-4.
- Whittingham, M. Stanley; Guo, Jing-Dong; Chen, Rongji; Chirayil, Thomas; Janauer, Gerald; Zavalij, Peter (January 1995). “The hydrothermal synthesis of new oxide materials”. Solid State Ionics 75:  257–268. doi:10.1016/0167-2738(94)00220-M.
- Petkov, V.; Zavalij, P. Y.; Lutta, S.; Whittingham, M. S.; Parvanov, V.; Shastri, S. (February 2004). “Structure beyond Bragg: Study of V2O5 nanotubes”. Physical Review B 69 (8):  085410 (1–6). Bibcode: 2004PhRvB..69h5410P. doi:10.1103/PhysRevB.69.085410.
- “Vanadium modified LiFePO4 cathode for Li-ion batteries”. Electrochemical and Solid-State Letters 12 (2):  A33–A38. (Feb 2009). doi:10.1149/1.3039795.
- Zhou, Hui; Upreti, Shailesh; Chernova, Natasha A.; Hautier, Geoffroy; Ceder, Gerbrand; Whittingham, M. Stanley (December 2010). “Iron and Manganese Pyrophosphates as cathodes for Lithium-Ion batteries”. Chemistry of Materials 23 (2):  293–300. doi:10.1021/cm102922q.